# Petalit

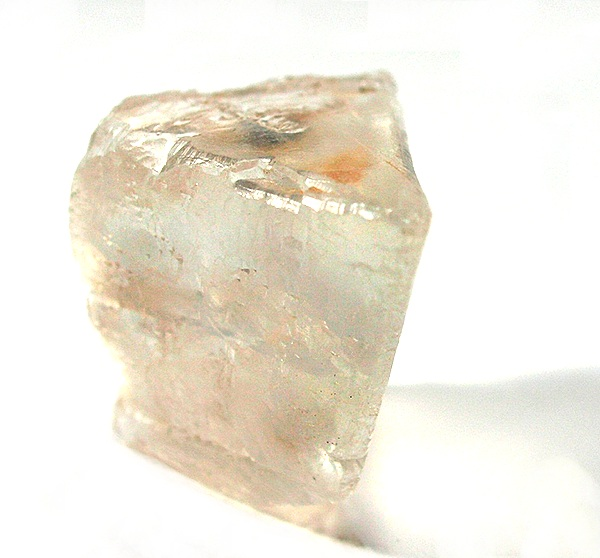
Petalit pochodzący z Mogok, prowincja Mandalaj, Birma (wymiar 2,7 x 2,1 x 1,5 cm)

Petalit (także: kastor, kastoryt) – rzadki minerał z grupy krzemianów. 
Nazwa pochodzi do gr. petalon = liść (folia, blaszka), nawiązując do charakterystycznej, doskonałej łupliwosci tego minerału; nazwa Kastor nawiązuje do imienia jednego z dwóch braci bliźniaków (łac. Kastor) z mitologii grecko-rzymskiej; drugi z braci to Pollux (-pollucyt); oba minerały zwykle współwystępują ze sobą.

## Charakterystyka

### Właściwości
Rzadko tworzy kryształy (tabliczkowe lub słupkowe). Często tworzy zbliźniaczenia. Przeważnie występuje w skupieniach zbitych (masywnych), ziarnistych niekiedy włóknistych. Jest kruchy, przezroczysty, nie rozpuszcza się w kwasach. Niekiedy, po oszlifowaniu, wykazuje efekt kociego oka. Podgrzewany świeci.

### Występowanie
Występuje w pegmatytach litowych (związanych z intruzjami granitów, w towarzystwie kwarcu, ortoklazu, albitu, lepidolitu, spodumenu.
Miejsca występowania: Brazylia – okolice Arassuahy, Australia – Londonderry, Szwecja – Varutrask, Vasterbotten, Namibia – kopalnia Rubicon, Karibib, Zimbabwe – Bikita, RPA, USA, Worcester, Newry, Oxford w Maine, Włochy – Elba, Czechy.

### Zastosowanie
Należy do poszukiwanych, wysoko cenionych kamieni kolekcjonerskich. Największe, pięknie wykształcone, czyste, kryształy o dł. do 20 cm, pochodzą z Australii; podobne są w Czechach i Brazylii. Zbite odmiany są szlifowane w formie kaboszonów. Przezroczystym (bezbarwnym i różowym) nadaje się szlif fasetkowy. Masa kryształów rzadko przekracza 5 ct. Największy znany okaz ma 206 ct.
Wykorzystywany jako surowiec przy uzyskiwaniu litu (zawiera około 4,9% Li2O).